# Loratadin
Loratadin är en antihistamin som används mot tillfälliga allergiska besvär, och säljs i Sverige under produktnamnen Clarityn och det generiska Loratadin (förr även Versal).
Loratadin patenterades 1980 och började säljas 1988. Patentet upphörde 2004.